# Groupe Alphonse
Pour les articles homonymes, voir Alphonse.
Le groupe Alphonse, en anglais Alphonse Group, est un archipel des Seychelles dans l'océan Indien.

## Géographie
Le groupe Alphonse est situé dans le centre des Seychelles et des îles Extérieures. Mahé, l'île principale du pays, est distante de 403 kilomètres en direction du nord-est. Le groupe Alphonse est constitué de deux atolls séparés par un chenal de trois kilomètres de largeur. Au nord se trouve l'atoll Alphonse qui ne comporte qu'une île, l'île Alphonse, et au sud se trouve l'atoll Saint-François qui comporte deux petites îles, l'île Bijoutier et l'île Saint-François. La superficie des terres émergées est de 1,96 km2 mais les atolls totalisent environ 50 km2 de superficie, lagons inclus. Seule l'île Alphonse est habitée par 300 habitants.
| Nom                  | Superficie (km2) | Population | Densité (hab/km2) |
| -------------------- | ---------------- | ---------- | ----------------- |
| Atoll Alphonse       | 1,74             | 300        | 172,41            |
| Atoll Saint-François | 0,196            | 0          | 0                 |
| Groupe Alphonse      | 1,936            | 300        | 154,96            |

## Histoire
Peut-être découvert plus tôt par les Africains ou des marins Arabes ou Indiens, le groupe Alphonse est découvert avec certitude le 28 janvier 1730 par Alphonse de Pontevez, le commandant français de la frégate Le Lys. Il nomme alors l'atoll Saint-François en l'honneur de Saint-François de Sales et l'atoll Alphonse vraisemblablement en son honneur.

## Référence
- (en) Cet article est partiellement ou en totalité issu de l’article de Wikipédia en anglais intitulé « Alphonse Group » (voir la liste des auteurs).

- (en) Cet article est partiellement ou en totalité issu de l’article de Wikipédia en anglais intitulé « St. François Atoll » (voir la liste des auteurs).